# Karl-Heinz Lugenheim
Karl-Heinz Lugenheim (* 30. April 1928 in Leipzig) ist ein ehemaliger deutscher Diplomat. Er war Botschafter der DDR im Irak, in Ungarn, Syrien und Jordanien.

## Leben
Lugenheim, Sohn eines Arbeiters, erlernte den Beruf des Maschinenschlosser und absolvierte später ein Studium zum Diplom-Volkswirt.
1950 trat er in den Diplomatischen Dienst der DDR. Er war zunächst Hauptreferent im Ministerium für Auswärtige Angelegenheiten der DDR (MfAA). Von 1956 bis 1962 wirkte er als Zweiter Sekretär an der Botschaft der DDR in Warschau. Von 1963 bis 1966 war er Konsul bzw. Erster Sekretär am Generalkonsulat der DDR im Irak, anschließend stellvertretender Leiter der Abteilung Arabische Staaten und dann von 1970 bis 1977 Leiter der Abteilung Naher und Mittlerer Osten im MfAA. Von Mai 1977 bis 1982 war Lugenheim Botschafter der DDR in Bagdad. Von Juli 1983 bis August 1988 war er Botschafter der DDR in Budapest und schließlich von Januar 1989 bis 1990 Botschafter in Damaskus sowie von März 1989 bis 1990 zweitakkreditiert in Jordanien.
Lugenheim war Mitglied der SED.

## Auszeichnungen
- Vaterländischer Verdienstorden in Bronze (1977) und in Silber (1978)
- Orden „Banner der Arbeit“ Stufe I (1988)
- Sternorden der Ungarischen Volksrepublik (1988)

## Schriften
- Zu den Ereignissen in Costa Rica und Panama. In: Einheit (1955), Heft 2, S. 166ff.
- England in wachsenden Schwierigkeiten. In: Einheit (1955), Heft 10, S. 1012–1016.
- Das Militärhilfeabkommen der Bundesrepublik mit den USA. In: Deutsche Außenpolitik, 1. Jg. (1956), Heft 1, S. 63–66.
- Euratom und die deutschen Imperialisten. In: Deutsche Außenpolitik, 1. Jg. (1956), Heft 3, S. 264–269.
- (zusammen mit Martin Bierbach): Feste Freundschaft und Zusammenarbeit zwischen der DDR und den afro-asiatischen Staaten: Zur Reise des Vorsitzenden des Ministerrates der DDR, Horst Sindermann, in arabische und südasiatische Staaten vom 18. November –3. Dezember 1974. In: Asien, Afrika, Lateinamerika. Wissenschaftliche Zeitschrift, 3. Jg. (1975), Heft 2, S. 209–214.